# Ana Bărbosu
Ana Maria Bărbosu , née le 26 juillet 2006 à Focșani, est une gymnaste roumaine, médaillée junior européenne aux Championnats d'Europe 2020 glanant tous les titres.

## Carrière sportive
En 2020, Ana Bărbosu concoure dans la catégorie junior Championnats d'Europe dans un contexte particulier de COVID et elle y obtient l'or aux sauts (13.700), l'or aux barres parallèles (13.450), l'or à la poutre (13.100), l'or au sol (13.250) ; elle est championne junior du concours général individuel (54.599) et également du concours général par équipe.
Bărbosu commence la compétition senior en 2022 avec notamment une participation aux championnats d'Europe à Munich, où elle termine septième du concours général et participe à la finale dans deux agrès (4e au sol et 8e à la poutre). Aux championnats du monde 2022 à Liverpool, Bărbosu termine vingtième de la finale du concours général.
Aux Championnats d'Europe 2023, l'équipe roumaine se classe cinquième du concours général puis, dans le concours individuel, elle est neuvième du concours général et septième au sol. Plus tard dans l'année, elle participe aux championnats du monde 2023, l'équipe n'ira pas en finale du concours général par équipe mais accroche sa qualification aux Jeux olympiques ; individuellement, Bărbosu se qualifie pour la finale du concours général où elle termine vingt-troisième.
Aux Jeux olympiques, l'équipe roumaine, composée de Bărbosu, Cosman, Ghigoarță et Voinea, est septième du concours général. Seizième des qualifications du concours individuel avec une belle note (13.600) au sol, elle participera à deux finales. Si au concours général individuel elle doit se contenter d'une dix-septième place, elle réalise une belle performance au sol avec une note de 13,700 (difficulté 5,8, exécution 8,000) ; classée troisième à l'issue de la finale, c'est finalement l'Américaine Jordan Chiles qui monte sur le podium pour la médaille de bronze car les Américains avaient porté une réclamation pour faire passer la note de difficulté de Chiles de 5,8 à 5,9 et sa note finale de 13,666 à 13,766. La Fédération internationale de gymnastique décide toutefois de réintégrer Barbosu à la troisième place cinq jours plus tard après que le Tribunal arbitral du sport a annulé l'appel de l'entraîneur de l'équipe américaine Cecile Landi pour un délai dépassé. Cette décision est confirmée par le CIO.

## Palmarès

### Jeux olympiques
- Paris 2024
  -  médaille de bronze au sol.

### Championnats d'Europe
- Leipzig 2025
  - 🥉médaille de bronze au concours général individuel
  - 🥉Médaille de bronze aux barres asymétriques
  - 🥈Médaille d'argent à la poutre
  - 🥇Médaille d'or au sol